# جمعية سيكوي
سيكوي-أفق هي جمعية مشتركة لعرب ويهود يعملون معًا منذ عام 1991 من أجل تحقيق المساواة والشراكة بين المواطنين العرب واليهود في إسرائيل. تعمل مع السلطات المحلية العربية وقيادة المجتمع العربي أمام الوزارات، المؤسسات العامة، الإعلام والجمهور الواسع، لخلق تغيير في السياسات مما يساهم في تحقيق مساواة حقيقة، حياة مشتركة ولخلق فضاءات مشتركة للمواطنين العرب-الفلسطينيين وللمواطنين اليهود المقيمين هنا معًا. نموذج عملنا ينطوي على إدارة عربية-يهودية مشتركة في جميع المجالات، ويضمن تعزيز المساواة والشراكة في سيرورات العمل واتخاذ القرارات في الجمعية. من بين مؤسسي جمعية سيكوي -أفق  اللوف هارافين وفيصل عزايزة.
للجمعية مجلس إدارة ومديران، يهودي وعربي. الرؤساء المشاركون للجمعية هم  عبد القادر كناعنة وميخال براك، والمديران المشاركان هما رغد جرايسي وعوفر دچان. للجمعية مكاتب في حيفا والقدس، وحجم النشاط المالي للجمعية في السنوات 2017-2019 يتراوح بين 7-8 مليون شيكل.من بين الداعمين للجمعية: الاتحاد الأوروبي، مؤسسة جليزر، الصندوق الجديد لإسرائيل، مؤسسة كليرمان، عائلة أركين، أفراد إسرائيليون خاصون ومؤسسات دولية أخرى.

## نشاط الجمعية
جمعية "سيكوي - أفق " تعمل مع السلطات المحلية العربية وقيادة المجتمع العربي، أمام الوزارات الحكومية، الهيئات العامة، وسائل الإعلام والجمهور العام، بهدف إحداث تغييرات في السياسة لتحقق المساواة المادية والجوهرية، التعايش المشترك والمساحات المشتركة بين المواطنين العرب-الفلسطينيين والمواطنين اليهود الذين يعيشون في البلاد. الجمعية تؤمن بأن إحدى الأسباب الرئيسية للفجوات بين المواطنين العرب واليهود – كأفراد وكجماعات – هي التقسيم غير المتساوي لموارد الدولة : الأراضي، الميزانيات، الخدمات، وأي مورد آخر بطريقة تُحدث عدم مساواة حادة وتؤدي إلى فجوات عميقة وواسعة عبر الزمن.
لذلك، قسم تعزيز السياسة المتساوية لجمعية "سيكوي-أفق " يقوم بتحديد العوائق على المستوى الحكومي والمحلي التي تمنع تخصيص متساوٍ لموارد الدولة، ويطور ويوزع توصيات سياسية للتغلب على هذه العوائق ويعمل مع الوزارات الحكومية لضمان تبني وتنفيذ التوصيات، في مجالات مثل التخطيط والإسكان في السلطات المحلية العربية، تعزيز النقل العام، البنية التحتية، التوظيف وغير ذلك.
شاركت جمعية "سيكوي-أفق " في تعزيز قرار الحكومة 922 للحد من الفجوات في تخصيص الموارد للمجتمع العربي، وتعمل حاليا على تعزيز لتنفيذه الفعلي وضمان استمراره. بالإضافة إلى ذلك، ترافق "سيكوي- أفق " السلطات المحلية العربية في تعزيز التخطيط الحضري الذي يتوافق مع احتياجات السكان في الإسكان والنقل، وتطور أدوات وتدريبات مهنية من أجل التنمية الاقتصادية والحضرية في السلطات المحلية العربية.
لذلك فإن المديرية المعنية بالمجتمع المشترك لجمعية "سيكوي-أفق " تروّج لواقع مجتمع مشترك ومساحات مشتركة تعتمد على الاحترام، الثقة، والتعارف بين اليهود والعرب. ترى الجمعية أن الفصل في السكن، التعليم والأطر الاجتماعية وعدم التعارف بين المجتمعات يولدون غربة ونفور، مما يفاقم من الأحكام المسبقة والتحريض على خلفية النزاع الوطني ويسمح بالتمييز ضد المواطنين العرب في جميع مجالات الحياة، بما في ذلك الموارد والميزانيات.
ولهذا السبب، تعمل "سيكوي-أفق " على خلق مساحات شاملة تحترم المواطنين العرب والمجتمع العربي ليس فقط كأفراد، بل أيضًا كحاملي هوية جماعية متينة، ثقافة، تاريخ ولغة.
من بين أهدافها، تسعى الجمعية للنهوض بوجود اللغة، الهوية والثقافة العربية في وسائل النقل العام والمطارات، المتاحف، المواقع الثقافية، المنتزهات الوطنية والمؤسسات التعليمية.
كذلك، تعزز الجمعية تمثيلًا مناسبًا وعادلًا للمجتمع العربي في وسائل الإعلام العبرية والنقاش العام، من خلال تعزيز التمثيل المناسب للغة، الثقافة، التاريخ والسردية العربية. كما تسعى الجمعية أيضًا لتقرير هوية المواطنين العرب كأقلية وطنية أصلية فلسطينية من خلال مكافحة مظاهر العنصرية في المجال العام، تشجيع وتطوير تعليم اللغة العربية، والتربية لحياة مشتركة في نظام التعليم.
في عام 2010، طورت الجمعية نموذج عمل تحت اسم "من العوائق إلى الفرص"، الذي يحدد العوائق ويقدم توصيات سياساتية لتعزيز المساواة بين العرب واليهود في إسرائيل. في هذا الإطار، نشرت الجمعية ست دراسات في مجالات مختلفة.
في السابق، قامت جمعية "سيكوي-أفق " بتنفيذ برنامج للتعاون بين السلطات المحلية اليهودية والعربية. عمل البرنامج بين عامي 2004-2008 في منطقة وادي عارة، حيث تم إنشاء مناطق صناعية مشتركة بموجب البرنامج، وتكونت مبادرات في مجالات السياحة والبيئة. اعتبارًا من عام 2006، عمل البرنامج في منطقة شاطئ الكرمل.
في إطار جهودها لتعزيز التعاون بين السلطات اليهودية والعربية، قامت جمعية "سيكوي-أفق " بتطوير مشروع وطني لتطوير وتعزيز أطر سياحية ثابتة مشتركة بين اليهود والعرب، وتم بموجبه إنشاء أربع جمعيات سياحية يهودية-عربية في مناطق وادي عارة، الناصرة ، المثلث - جنوب الشارون.
بالإضافة إلى ذلك، أنشأت الجمعية سابقًا مجموعات عمل من المواطنين الذين يعملون على رفع موضوع المساواة بين المواطنين اليهود والعرب إلى مركز الحوار العام اليهودي ومنع التمييز ضد المواطنين العرب في الحصول على خدمات الحكومة. قامت بتنفيذ برنامج لتطوير القيادة والمبادرة المجتمعية بين الجمهور العربي.
غيرت الجمعية اسمها من جمعية سيكوي - الجمعية لتعزيز المساواة المدنية إلى جمعية سيكوي-أفق للمساواة والشراكة في عام 2021.

## المنشورات و الدراسات
تنشر سيكوي -أفق دراسات ووثائق سياسية حول المساواة والتفاوتات بين اليهود والعرب في سياسات وميزانيات الوزارات الحكومية المختلفة. ومن بين المواضيع التي تغطيها هذه المنشورات:
- إمكانية وصول المتاحف في إسرائيل إلى المجتمع العربي.
- تمثيل وحضور المجتمع العربي في المواد الدراسية.
- تعلم اللغة العربية في التعليم العبري.
- الحل لعدم إمكانية الوصول إلى رياض الأطفال في االقرى العربية البدوية في النقب.
- نموذج لتطوير نظام الطوارئ المحلي في السلطات المحلية العربية للتعامل مع تحديات فيروس كورونا.
- توسيع حدود الولاية القضائية في المستوطنات العربية.
- توزيع الدخل من المناطق المنتجة.
- معوقات وتوصيات لحل أزمة السكن في المجتمعات العربية.
- تسويق أراضي الدولة لأغراض التنمية والبناء بالمحليات.
- تخصيص ميزانيات وزارة الرفاه ومعايير الأخصائيين الاجتماعيين للسلطات المحلية العربية.
- قضايا التسجيل العقاري في المجتمع العربي في إسرائيل.
- مكاتب المساعدة القانونية.
- مرافق الإقامة للأطفال المعرضين للخطر حتى سن 3 سنوات.
- مواقف الجمهور اليهودي والعربي من مسألة المساواة.
- بين عامي 2006 و2010، نشرت الجمعية "مؤشر المساواة" - وهو دراسة سنوية تستعرض الفجوات وعدم المساواة بين اليهود والعرب في دولة إسرائيل في خمسة مجالات مختلفة: التعليم، الصحة، العمل، الرفاهية والإسكان.

1. ↑  "حول الجمعية".
2. ↑  ليئور ديتال (20 ايلول (سبتمبر) 2011). "بحث: وزارة الرعاية الاجتماعية تمارس التمييز ضد المجتمعات العربية في إسرائيل". {{استشهاد ويب}}: تحقق من التاريخ في: |تاريخ= (مساعدة)
3. ↑  ميراف ارلوزوروف (15 تشرين الثاني (نوفمبر) 2017). "خطط التنمية للمجتمع العربي: تم تحويل 5 مليارات شيكل والتنفيذ يتقدم - ولكن ببطء". {{استشهاد ويب}}: تحقق من التاريخ في: |تاريخ= (مساعدة)
4. ↑  نعمة ريفا (15 سبتمبر 2020). "لماذا معظم المتاحف في إسرائيل غير متاحة للزوار الناطقين بالعربية؟".
5. ↑  موشيه جلعاد (5 أغسطس 2019). "الخلفية التاريخية باللغة العربية؟ المواقع السياحية لا ترى أن هناك حاجة لذلك".
6. ↑  "حسب الكتب، نحن نبني المباني فقط ونأكل الفلافل". ما رأي العرب في دراسة اللغة العربية؟". 21 أغسطس 2018. مؤرشف من الأصل في 2024-05-28.
7. ↑  "الدراسة الأولى في إطار نموذج "حواجز الفرص"، عرض النموذج" (PDF). مؤرشف من الأصل (PDF) في 2024-01-30.
8. ↑  "السلام يبدأ مع الجار – تعاون جديد بين اليهود والعرب في وادي عارة". مؤرشف من الأصل في 2013-07-20.
9. ↑  "المشاركة البلدية" (PDF). مؤرشف من الأصل (PDF) في 2023-05-02.
10. ↑  "الدعوى المدنية". مؤرشف من الأصل في 2021-04-12.